# 软件更新器
软件更新器（英語：Software Updater，前称更新管理器）是用于更新软件和相关的软件包的程序。当有可用的更新时，更新管理器会提醒用户，并允许选择需要安装的更新。它原先为Ubuntu开发，现在成为Debian操作系统和其他基于APT的系统的一部分。
软件原先称作更新管理器（英語：Update Manager）。2012年5月，从Ubuntu 12.10开始，名字改为了软件更新器以更好地描述它的功能。
软件更新器不能卸载更新，但该操作可由Ubuntu软件中心和技术上更先进的Synaptic完成。
Ubuntu中，软件更新器可用于更新操作系统，6个月推出一次标准版，2年推出一次长期支持版。这个功能默认包含在桌面版，但需要添加到服务器版。

## 使用软件更新器的发行版
- Debian
- Kubuntu
- Lubuntu
- Ubuntu
- Ubuntu GNOME
- Ubuntu MATE
- UbuntuKylin
- Xubuntu
- Zorin OS